# Världsmästerskapen i nordisk skidsport 1941
Världsmästerskapen i nordisk skidsport 1941 ägde rum i Cortina d'Ampezzo i Italien mellan den 1 och 10 februari 1941. Världsmästerskapen hade förlagts till Norge 1940, men avbröts på grund av andra världskriget. På ett möte i Pau i Frankrike 1946 beslutade FIS att ogiltigförklara evenemangets VM-status för 1941. Medaljer delades ut, men de brukar inte räknas med i officiell statistik för världsmästerskapen i nordisk skidsport.

## Längdåkning herrar

### 18 kilometer
| Position | Tävlande                        | Tid     |
| 1        | Alfred Dahlqvist, Sverige       | 1:05.25 |
| 2        | Juho 'Jussi' Kurikkala, Finland | 1:07.35 |
| 3        | Lauri Silvennoinen, Finland     | 1:08.13 |

### 50 kilometer
| Position | Tävlande                        | Tid     |
| 1        | Juho 'Jussi' Kurikkala, Finland | 3:36.35 |
| 2        | Mauritz Brännström, Sverige     | 3:38.17 |
| 3        | Alfred Dahlqvist, Sverige       | 3:41.41 |

### 4 × 10 kilometer stafett
19 februari 1938
| Medalj | Lag                                                                                   | Tid     |
| ------ | ------------------------------------------------------------------------------------- | ------- |
| 1      | Finland (Martti Lauronen, Juho 'Jussi' Kurikkala, Lauri Silvennoinen, Eino Olkinuora) | 2:31.07 |
| 2      | Sverige (Carl Pahlin, Donald Johansson, Nils Östensson, Alfred Dahlqvist)             | 2:32.15 |
| 3      | Italien (Aristide Compagnoni, Severino Compagnoni, Alberto Jammeron, Giulio Gerardi)  | 2:33.50 |

## Nordisk kombination, herrar

### Individuellt
| Position | Tävlande                         | Poäng |
| 1        | Gustav 'Gustl' Berauer, Tyskland | 431,8 |
| 2        | Pauli Salonen, Finland           | 414,8 |
| 3        | Josef Gstrein, Tyskland          | 406,2 |

Gustl Berauer kom från början från Tjeckoslovakien, men tävlade för Tyskland efter att Tyskland började ockupera delar av Tjeckoslovakien från 1938.
Josef Gstrein kom från början från Österrike, men tävlade för Tyskland efter att Österrike 1938 anslöts till Tyskland.

## Backhoppning, herrar

### Stora backen
| Position | Tävlande               | Poäng |
| 1        | Paavo Vierto, Finland  | 221,5 |
| 2        | Leo Laakso, Finland    | 220,5 |
| 3        | Sven Selånger, Sverige | 218,3 |

## Medaljligan
| Position | Land     | Guld | Silver | Brons | Totalt |
| 1        | Finland  | 3    | 3      | 1     | 7      |
| 2        | Sverige  | 1    | 2      | 2     | 5      |
| 3        | Tyskland | 1    | -      | 1     | 2      |
| 4        | Italien  | -    | -      | 1     | 1      |

## Militär patrulltävling på skidor
En militär patrulltävling på skidor, 25 km längdåkning med skytte på ballong arrangerades utanför det FIS:s officiella världsmästerskap.
| Medalj | Lag                                                                         | Tid     |
| ------ | --------------------------------------------------------------------------- | ------- |
| 1      | Sverige (Wilhelm Hjukström, Martin Matsbo, Nils Östensson, Gösta Andersson) | 2:13,21 |
| 2      | Tyskland (?, ?, ?)                                                          | 2:20,17 |
| 3      | Italien (?, ?, ?)                                                           | 2:23,55 |